# Mo Vaughn
Maurice Samuel "Mo" Vaughn, apodado "The Hit Dog" (15 de diciembre de 1967) es un ex primera base estadounidense de béisbol profesional que jugó en las Grandes Ligas desde 1991 hasta 2003, principalmente con los Boston Red Sox.
Fue invitado tres veces al Juego de Estrellas y ganó el premio de Jugador Más Valioso de la Liga Americana en la temporada 1995.

## Carrera profesional

### Boston Red Sox
Vaughn se convirtió en una pieza fundamental de los Medias Rojas de Boston en 1993, cuando registró 29 jonrones y 101 carreras impulsadas. En 1995, se estableció como uno de los mejores bateadores de la liga al conectar para promedio de bateo de .300 con 39 jonrones y 126 impulsadas, además de 11 bases robadas. Sus esfuerzos, que llevaron a los Medias Rojas a la postemporada, fueron premiados al ser nombrado Jugador Más Valioso de la Liga Americana, superando a Albert Belle.
"The Hit Dog" tuvo su mejor año con los Medias Rojas en 1996, cuando registró promedio de .326 con 44 jonrones y 143 impulsadas en 161 juegos. Sin embargo, perdió el premio de Jugador Más Valioso ante Juan González de los Rangers de Texas.
Las siguientes temporadas se mantuvo a un alto nivel, promediando 40 jonrones y 118 impulsadas desde 1996 a 1998, siempre con promedio de bateo superior a .315. Luego que los Medias Rojas fueran eliminados de la postemporada por los Indios de Cleveland en la Serie Divisional, Vaughn se convirtió en agente libre.

### Anaheim Angels
Casi inmediatamente de convertirse en agente libre, Vaughn firmó un contrato de seis años y $80 millones con los Angelinos de Anaheim, el más alto de la historia para ese entonces. Sin embargo, aunque conectó más de 30 jonrones e impulsó más de 110 carreras tanto en 1999 como en 2000, el juego de Vaughn con el equipo estuvo limitado por diversas lesiones, incluso perdiéndose toda la campaña 2001.

### New York Mets
El 27 de diciembre de 2001, Vaughn fue transferido a los Mets de Nueva York a cambio del lanzador Kevin Appier. Formando parte de un equipo renovado que incluía a nuevos jugadores como Roger Cedeño, Jeromy Burnitz y Roberto Alomar, Vaughn tuvo un comienzo lento y terminó la temporada con promedio de .259 con 26 jonrones y 72 impulsadas. Buscando un regreso en 2003, jugó menos de un mes antes de que una lesión en la rodilla terminara la temporada para él, y eventualmente su carrera.